# Vladimir Lebedev
Vladimir Nikolaevič Lebedev (in russo Лебедев Владимир Николаевич?; Tashkent, 23 aprile 1984) è uno sciatore freestyle russo, specialista dei salti.

## Palmarès

### Olimpiadi
- 1 medaglia:
  - 1 bronzo (salti a Torino 2006)